# Gasteria carinata
Gasteria carinata es una especie de planta suculenta perteneciente a la familia Xanthorrhoeaceae. Es originaria de Sudáfrica.

## Descripción
Es una planta herbácea perennifolia, suculenta que alcanza un tamaño de 0.02 - 0.04 m de altura, a una altitud de hasta  300 metros en Sudáfrica.

## Taxonomía
Gasteria carinata fue descrita por (Mill.) Duval y publicado en  Pl. Succ. Horto Alencon. 6, en el año 1809.
Variedades aceptadas
- Gasteria carinata var. carinata
- Gasteria carinata var. retusa van Jaarsv.
- Gasteria carinata var. thunbergii (N.E.Br.) van Jaarsv.
- Gasteria carinata var. verrucosa (Mill.) van Jaarsv.

Sinonimia
- Aloe carinata Mill. basónimo[4]